# Municipio de Santiago Nejapilla
El municipio de Santiago Nejapilla es un municipio de 174 habitantes situado en el Distrito de Teposcolula, en el estado de Oaxaca, México.
Nejapilla es el diminutivo castellanizado de "hojapa" que significa "en el agua de ceniza", proviene de las voces en náhuatl nextli: ceniza, atl: agua, pa: en.
Limita al norte con San Bartolo Soyaltepec, San Pedro y San Pablo Teposcolula; al sur con Magdalena Yodocono de Porfirio Díaz; al oriente con San Pedro Topiltepec; al poniente con San Vicente Nuñú.